# ماجراجویی عجیب و غریب جوجو (اووی‌ای)
ماجراجویی عجیب و غریب جوجو (به انگلیسی: JoJo's Bizarre Adventure) ⁪ (ژاپنی: ジョジョの奇妙な冒険 هپبورن: JoJo no Kimyō na Bōken) مجموعه اووی‌ای اقتباسی از مجموعه مانگا نوشته هیروهیکو آراکی به همین نام است که توسط استودیو A.P.P.P. تولید شده‌است. این مجموعه بخش سوم داستان صلیبیون گردستاره‌ای را اقتباس کرده‌است.

## حواشی
در می ۲۰۰۸، پس از وجود صحنه ای که شخصیت شرور داستان دیو براندو، در حال خواندن کتابی است که صفحاتی از قرآن را نشان می‌دهد، بنیادگرایان اسلامی مصری شکایتی علیه استودیو سازنده مطرح کردند که موجب توقف ارسال اووی‌ای‌ها شد. این فراخوان بر انتشار ترجمه انگلیسی مانگا نیز تأثیر گذاشت و باعث شد که ویز مدیا و شوئیشا برای یک سال انتشار مانگا را متوقف کنند. علاوه بر این، اووی‌ای‌ها به‌طور کلی حذف شدند و هیچ برنامه ای برای انتشار مجدد آنها در هیچ‌کجا وجود ندارد. حتی با وجود اینکه مانگا آن صحنه خاص را نداشت، شویشا از آراکی خواست صحنه‌هایی را که شخصیت‌هایی را در حال جنگیدن در بالای مساجد و تخریب آن‌ها نشان می‌داد، دوباره ترسیم کند. ویز مدیا یک سال بعد انتشار خود را از سر گرفت و جلد یازدهم در ۷ آوریل ۲۰۰۹ منتشر شد.